# 1964년 하계 올림픽 유도
1964년 하계 올림픽 유도는 10월 31일부터 10월 24일까지 일본 도쿄에서 처음으로 정식 종목으로 채택됐다. 경기장은 일본무도관에서 열렸다

## 경기장
일본에 있는 일본무도관에서 경기가 열렸다.
| 도시         | 경기장                      | 비고    |
| ------------ | --------------------------- | ------- |
| 도쿄 (Tokyo) | 일본무도관 (Nippon Budokan) | 전 경기 |

## 세부 종목
1964년 하계 올림픽 유도의 세부 종목은 아래와 같다.
| - 남자 종목 - 68kg급 - 80kg급 - 80kg이상급 - 무제한급 |

## 메달리스트
| 종목                   | 금                       | 은                        | 동                                       |
| ---------------------- | ------------------------ | ------------------------- | ---------------------------------------- |
| 남자 68kg급 자세히     | 나카타니 다케히데 · 일본 | 에릭 헨니 · 스위스        | 아론 보골류보프 · 소련                   |
| 남자 68kg급 자세히     | 나카타니 다케히데 · 일본 | 에릭 헨니 · 스위스        | 올레크 스테파노프 · 소련                 |
| 남자 80kg급 자세히     | 오카노 이사오 · 일본     | 볼프강 호프만 · 독일 연합 | 제임스 브래그먼 · 미국                   |
| 남자 80kg급 자세히     | 오카노 이사오 · 일본     | 볼프강 호프만 · 독일 연합 | 김의태 · 대한민국                        |
| 남자 80kg이상급 자세히 | 이노쿠마 이사오 · 일본   | 더그 로저스 · 캐나다      | 파르나오스 체크발리제 · 소련             |
| 남자 80kg이상급 자세히 | 이노쿠마 이사오 · 일본   | 더그 로저스 · 캐나다      | 안조르 키크나제 · 소련                   |
| 남자 무제한급 자세히   | 안톤 헤싱크 · 네덜란드   | 가미나가 아키오 · 일본    | 시어도어 보로노브스키스 · 오스트레일리아 |
| 남자 무제한급 자세히   | 안톤 헤싱크 · 네덜란드   | 가미나가 아키오 · 일본    | 클라우스 글란 · 독일 연합                |

## 메달 집계

### 최종 순위
| 순위 | 국가                 | 금메달 | 은메달 | 동메달 | 합계 |
| ---- | -------------------- | ------ | ------ | ------ | ---- |
| 1    | 일본 (JPN)           | 3      | 1      | 0      | 4    |
| 2    | 네덜란드 (NED)       | 1      | 0      | 0      | 1    |
| 3    | 독일 연합 (EUA)      | 0      | 1      | 1      | 2    |
| 4    | 캐나다 (CAN)         | 0      | 1      | 0      | 1    |
| 4    | 스위스 (SUI)         | 0      | 1      | 0      | 1    |
| 5    | 소련 (URS)           | 0      | 0      | 4      | 4    |
| 6    | 대한민국 (KOR)       | 0      | 0      | 1      | 1    |
| 6    | 미국 (USA)           | 0      | 0      | 1      | 1    |
| 6    | 오스트레일리아 (AUS) | 0      | 0      | 1      | 1    |
| 합계 | 합계                 | 4      | 4      | 8      | 16   |